# チャールズ・アルフレッド・シャストール・ド・ボアンヴィル

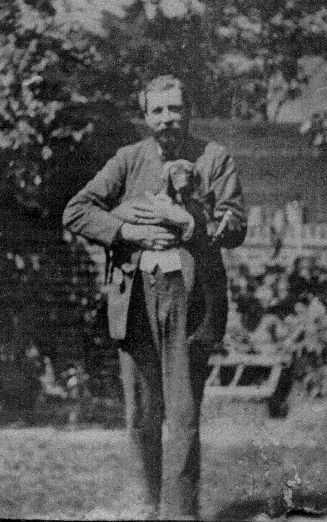
C.A.C. de Boinville, c.1894.

チャールズ・アルフレッド・シャストール・ド・ボアンヴィル（Charles Alfred Chastel de Boinville、 1849年 - 1897年4月25日, RIBA.）は、フランス生まれの英仏二重国籍の建築家で、明治初期の工部省で建築営繕を担った。母親がスコットランド人であったため、フランス時代から家庭では英語で話し、日本から帰国後はイギリスで暮らしていたので、本項では氏名は英語読みとする。

## ボアンヴィル家
・家系については、同名の父親が高名な聖職者であったため、死去に際してエジンバラのトーマス・カンスタブル (Thomas Constable) は『チャールズ・アルフレッド・シャストール・ド・ボアンヴィル師の思い出(Memoirs of Rev. Charles Alfred Chastel de Boinville, 1877)』を編纂しており、それに詳しい。以下、要点を紹介する。
・ボアンヴィル家はアンシャン・レジーム期にロレーヌ地方の貴族に列せられ、大きな農場を所有していた。高祖父ジョン・バブティストは、フランス革命を盟友のラファイエットと行動を共にし、マリー・アントワネットをパリまで護送したが、その後、イギリスに亡命した。イギリス人支援者の一人であるジョン・コリンズの妹ハリエットと恋に落ちて、フランスに残してきた妻子を捨ててグレトナ・グリーンで結婚式を挙げた。ジョン・パブティストは、ナポレオンが政権を握るとフランスに戻り、フランスに残してきた息子とナポレオン戦争に従軍し、ロシア遠征で亡くなった。
・ジョン・バプティストとハリエットの間には一男一女の子供がおり、長男コリンズはイギリス人女性と結婚しチャールズとウィリアムの二人の息子をもうけた。長女コーネリア・ポーライン・ユージニア (Cornelia Pauline Eugenia) の方は母のハリエットとともにロンドンとパリで生活し、それぞれの文芸界で名を馳せた。1814年頃、パーシー・シェリーにフランス語やイタリア語を教え、親密な交流があった。
・建築家ボアンヴィルの父とその弟ウィリアムは祖父の領地を再興しようとしたが、最終的にあきらめ、共に聖職者の道を歩んだ。兄チャールズはメソジスト教会牧師としてフランスで布教活動を行い、十数カ所に教会を新設した。弟のウィリアムはイギリス国教会牧師になった。

## 建築家修業
・建築家ボアンヴィルは父がフランスで布教活動していたときに生まれ、上には姉のレイチェル、下には弟のウィリアムがいた。兄弟は父が多数の教会建設に奔走している姿を見て、建築家を志した。学校に行く傍ら、いくつかの設計事務所で建築修業を行い、1868年頃、パリで活動していたイギリス人建築家ウィリアム・ヘンリー・ホワイトの事務所に助手として入ることになった。この時期、ホワイトはノルマンディー地方のビジー城 Château de Bizy やマルチンバスト城 Château de Martinvast の改修工事を手がけていた。しかし、1870年に普仏戦争が勃発すると、ホワイトもボアンヴィルの家族も海峡を渡りイギリスに戻った。ボアンヴィルはパリに残り、同戦争に従軍し、さらにパリ・コミューンに参加した。コミューンから解放されると、家族の待つイギリスに戻った。
・父親はウェストミンスター宣言を行いイギリス国教会に入り、キングトン・アポン・テムズ (Kingston upon Thames) の教会牧師を務めた。ボアンヴィルの方はトーマス・カンスタブルの紹介で、グラスゴーの建築家キャンベル・ダグラスの事務所に助手として入った。カンスタブルとダグラスは明治政府に勤めるコリン・アレクサンダー・マクヴェインと親戚関係にあり、1872年に、ボアンヴィルに工部省建築家のポストを紹介した。
・ダグラス事務所には1年半ほどしかいなかったが、そこでエア出身のアグネス・コーワンと出会い、結婚の約束をした。

## 工部省営繕

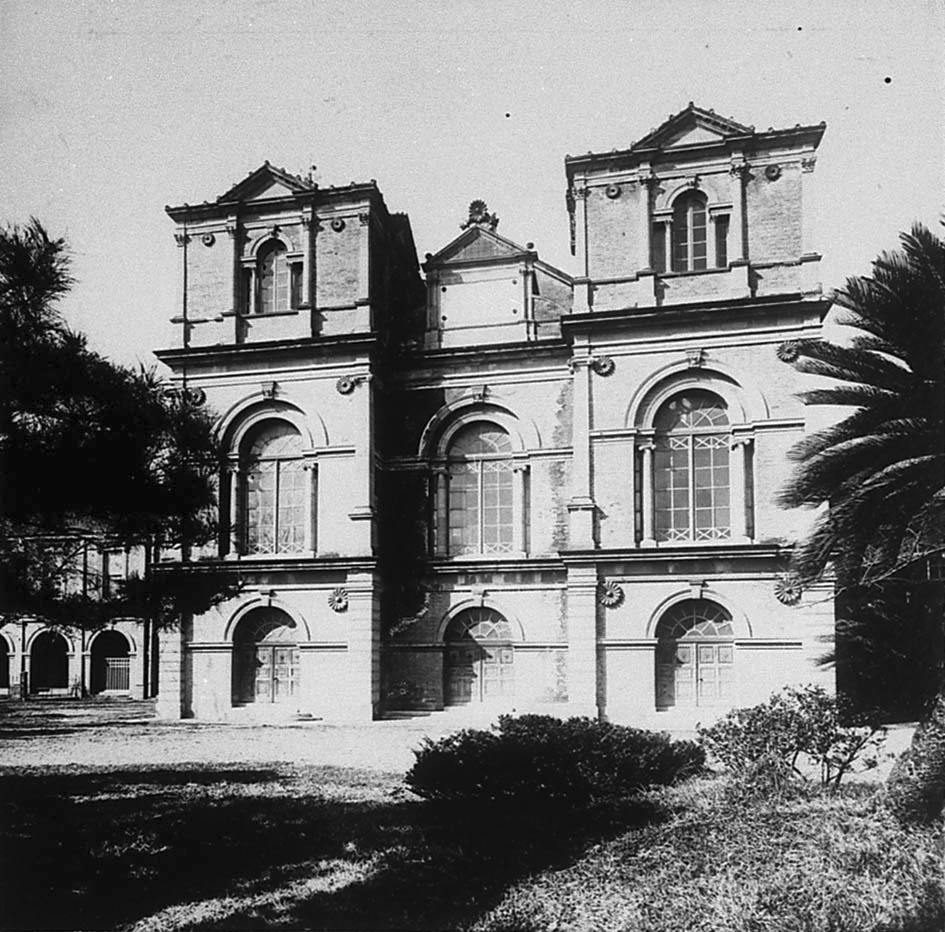
Main Building, Imperial College of Engineering, 1880.

・来日前に、ある程度の設計資料は携えてきたが、工部大学校や皇居の設計では師のキャンベル・ダグラスやウィリアム・ヘンリー・ホワイトから助言を得ていたと思われる。
・工学寮及び工部大学校　工部省の建築営繕を測量司が兼ねていたため、1872年12月に来日すると測量司所属となり、マクヴェインに代わり工学寮工学校校舎（小学館、生徒館、教師館）の施工監理に当たった。翌年、これらを完成させると、都検ダイアーを初めとする教師団と綿密に議論しながら専門教育のための本館の建設に取りかかった。
・工部大学校本館建築はイギリス人建建築家エドワード・ロビンス（Edward Cockworthy Robins）によってイギリスの学術雑誌や学会で広く紹介された。ロビンスは技術教育のための施設建築の設計を研究しており、工部大学校本館をそのための施設として最も先進的事例として評価した。
・紙幣寮、外務省、皇居
・富岡製糸場
・その他　 芝聖アンデレ教会初代聖堂.

## 東京での生活
・結婚：1874年3月にマクヴェインが一時帰国から日本に戻る際、グラスゴーからボアンヴィルの婚約者アグネス・コーワンとヘンリー・ダイアーの婚約者を同伴してきた。同年6月、公使ハリー・パークス他の列席でヘンリー・ダイアーとボアンヴィルの結婚式がイギリス領事館で執り行われた。
・『クララの明治日記』：ボアンヴィル夫妻の名前がクララ・ホイットニーの日記にたびたび登場し、とても社交的であったことが分かる。

## イギリス帰国後
・王立英国建築家協会準会員　キャンベル・ダグラス (Campbell Douglas) とウィリアム・ヘンリー・ホワイト (William H. White) が推薦人を務めた
・設計事務所（1）ロビンス＆ボアンヴィル兄弟事務所 Robins and de Boinville Brothers, Victoria Mansions, London. 1878年、ロビンスという建築家と共にヴィクトリア・マンションに設計事務所を開設。バタシー・ポリテクニックの設計競技で、優秀案4展に選ばれる。（2）ボアンヴィル＆ウィブリン事務所 De Boinville and Wiblin, London. 多くの設計競技に応募していた時期である。（3）ボアンヴィル＆モリス De Boinville and Morris, Ayr. スコットランドのエアでモリスと教会他を設計した。
・工務局建築家　1886年、英国工務局 (Office of Works UK) に職を得てヨーロッパ各地の在外英国外交施設建築の営繕を担当する。
・インド省建築家　1891年、インド省建築家(Surveyor:技師長)となり、インド省所轄の建築営繕を担当する。 マシュー・ワイアット (Matthew Digby Wyatt) が設計したインド省庁舎（現外務省庁舎）の改装を手がける。インド省は20世紀にかけていくつかの大建築プロジェクトを予定しており、1897年にボアンヴィルが肺炎で亡くなることがなければ、コルカタのヴィクトリア・メモリアル (Victoria Memorial, Kolkata) などの設計を手がけていたと思われる。
・長男チャールズは祖父と同じように英国国教会の高位の聖職者となった。

## 参考
- 1. Obituary of Charles Alfred Chastel de Boinville in the Transaction of Royal Institute of British Architects, 1896.
- 2. Thomas Constable, Memoirs of Rev. Charles Alfred Chastel de Boinville, 1877.
- 3. Obituary of Pastor Charles Alfred Chastel de Boinville by Alexander Maclead Symington, Author of "The Last First." The Christian Monthly and Family Treasury for 1881.
- 4. 泉田英雄、建築家ボアンヴィルの家系と業績について、建築史学、2008年.